# Karl zu Mecklenburg (1626–1670)
Karl, Herzog zu Mecklenburg [-Schwerin] (* 8. März 1626 in Schwerin; † 20. August 1670 in Mirow) war Domherr zu Straßburg.

## Leben
Karl entstammte der Linie Schwerin des mecklenburgischen Fürstenhauses. Er war der zweitälteste Sohn des Herzogs Adolf Friedrich I. aus dessen erster Ehe mit Anna Maria von Ostfriesland, Tochter des Grafen Enno III. von Ostfriesland.
Bereits als Säugling wurde er wegen der Kriegsgefahr in Mecklenburg zusammen mit seinen beiden Geschwistern Christian und Anna Maria von Mecklenburg nach Schweden gebracht. Er wurde 1666 Domherr zu Straßburg genannt. Er blieb unverheiratet und kinderlos.
Im Jahr 1648 wurde die Komturei Mirow säkularisiert und in ein herzoglich mecklenburgisches Verwaltungsamt mit Sitz in Mirow umgewandelt. Vermutlich wurde Karl, wie auch sein Bruder Johann Georg, mit diesem Besitz apanagiert, da er in Mirow wohnhaft wurde. Hier starb er und wurde auch in Mirow bestattet.